# 桜ゴルフ
株式会社桜ゴルフ（さくらごるふ、英: Sakura Golf Corporation）は、ゴルフ場のゴルフ会員権売買を行う会社。

## 概要
会員制ゴルフ場の会員権売買や名義書換代行、会員権の時価評価等、コンサルティングを主軸としたゴルフ会員権売買事業を行なっている。

## 沿革
1970年（昭和45年）10月　佐川八重子が中央区銀座3丁目に桜ゴルフを創業。
1971年（昭和46年）2月　株式会社桜ゴルフ設立。資本金400万円。代表取締役社長に佐川八重子が就任。
1972年（昭和47年）9月　小田急百貨店内に新宿営業所を出店（～1977年8月）。
1973年（昭和48年）1月　本社を銀座4丁目に移転。
1973年（昭和48年）10月　資本金1000万円に増資。
1974年（昭和49年）4月 「桜ゴルフ友の会」を発足。月刊誌「桜の友」を発刊（発行部数30,000部）。
1985年（昭和60年）1月　代表者佐川八重子が「経済界」誌 第10回「経済界フラワー賞」を受賞。
1986年（昭和61年）8月　資本金2000万円に増資。
1987年（昭和62年）4月　本社を現在地銀座5丁目に移転。
1988年（昭和63年）1月　代表者佐川八重子が日刊工業新聞社の第5回中堅・中小企業優秀経営者顕彰の「婦人経営者賞」を受賞。
1989年（平成元年）9月　伊勢丹新宿店内に会員権相談コーナーを出店。
1991年（平成3年）7月　資本金5000万円に増資。
1993年（平成5年）4月　千葉そごう店内に会員権相談コーナーを出店。
1995年（平成7年）全日本女流アマチュア囲碁選手権大会の後援開始。
1996年（平成8年）1月　月刊「ゴルフMARKET」を発刊（発行部数20,000部）。
1996年（平成8年）4月　資本金8000万円に増資。
1996年（平成8年）12月　資本金9000万円に増資。
1997年（平成9年）日刊工業新聞社外郭団体東京産業人クラブに女性部会を新設。
1999年（平成11年）8月　横浜そごう店内に会員権相談コーナーを出店（～2002年2月）。
2001年（平成13年）代表者佐川八重子がTHE STAR GROUP（ザ・スターグループ）主催の「The Leading Women Entrepreneurs of the World（世界優秀女性起業家賞）」を受賞。
2008年（平成20年） 日欧少年少女囲碁交流事業の協賛開始。
2015年（平成27年）7月　代表者佐川八重子がプラチナエイジ振興協会の第1回プラチナエイジスト女性活躍賞を受賞。

## 関連会社
- 株式会社　桜ゴルフ総合研究所
- 日本囲碁普及振興会